# 則武地所
株式会社則武地所（のりたけじしょ）は、かつて存在した日本の住宅メーカー。

## 概要
2000年7月に創業、2011年12月に法人へ改組した。
神奈川県の県央地区や東京都八王子市を主要エリアとし、おもに賃貸用木造共同住宅や一戸建住宅の建築を手掛けていた。
主力事業としていた3階建て共同住宅は、1室当たりの建築単価が一般的な2階建て共同住宅を扱う同業他社と比べて低単価に抑え、かつ投資効率が高い物件として受注を獲得していき、2015年4月期の売上は6億5970万円であったが、2017年4月期の売上は20億5104万円にまで増加した。その一方で、業界内では「コンプライアンス面での課題が散見される会社」と見られていたという。
しかし、不動産部門の販売低迷、関連業界での不正融資問題や施工不良問題などで業績が悪化し、2019年4月期の売上は約14億1100万円にまで落ち込み、2020年4月期の売上も9億7848万円にまで落ち込んだ。同時期には取引先の間で信用不安が流れ始める。資金繰りの悪化から複数の取引先に対する支払い遅延の他にも、2020年には取引先から報酬未払などで訴訟を提訴されるなど、経営状況は悪化していった。
2020年2月には相模原市から、廃棄物処理法に基づく措置命令を受けた。

## 事故の発生と自己破産
2021年4月17日、自社が施工を担当した東京・八王子市にある3階建てアパートの鉄製階段が崩落し、住民が死亡する事故が発生した。則武地所は事故直後に「4月29日から5月12日までGW及びコロナウイルス感染症拡大防止のため営業自粛」する旨を発表した。
警視庁による捜査で、事故の約2時間前に別の入居者から管理人に対して「階段の部品が落下している」と連絡があり、管理人が近くのホームセンターで木材を購入して補修を行っていたことが明らかとなったほか、同年4月24日には当初の設計と異なる形で施工されていたことが明らかとなった。これが引き金となり、則武地所との契約を解除する企業が相次いだ。
これを受けて警視庁は同年5月2日、業務上過失致死の疑いで則武地所の本社や社長宅などを家宅捜索した。
契約解除の影響などから経営が悪化し、則武地所は2021年5月13日に横浜地方裁判所相模原支部へ破産を申請するに至った。
その後、朝日新聞と東京新聞が則武地所の代理人弁護士に対して行った取材において、他にも57件の物件で八王子の崩落事故と同様の劣化が確認されたことが明らかとなった。国土交通省も、則武地所が施工した166件の物件において施工状況の調査を行っているという。元社員は、「本来溶接すべき所を、仮止め状態にしていた｣｢溶接専門業者を呼ぶべきでは」｢実質的経営者が自ら施工していた。防水加工をするよう忠告しても、実質的経営者は聞く耳を持たなかった｣などとコメントした。
則武地所は2021年5月19日に横浜地方裁判所相模原支部から破産手続開始決定を受けた。負債総額は約6億円。
赤羽一嘉国土交通大臣は同年5月18日、則武地所の破産手続に関して「法治国家の前提が崩れる」とコメントした。
前代表取締役社長も帝国データバンクが破産手続開始決定を報じた同年5月20日に「今後の契約受注の見込みがなく、今後の経営が困難であることから破産申請へ至った」「警察への調査に協力する」などとコメントしている。
破産管財人は、神奈川県に対して建設業許可の廃止を申請。則武地所は2021年6月28日に、神奈川県から建設業許可の廃止決定を受けた。
則武地所は2022年4月18日に法人格が消滅した。

## 事業所
- 本社 - 神奈川県相模原市中央区相模原2丁目11番27号
- 大島工場 - 神奈川県相模原市緑区大島2781